# Гневко, Виктор Андреевич
Виктор Андреевич Гневко (30 декабря 1946, Ленинград — 27 февраля 2018, Бернау (Бранденбург)) — советский и российский учёный, доктор экономических наук, профессор. Почетный работник высшего профессионального образования Российской Федерации, заслуженный деятель науки, действительный член Европейской академии наук и академик РАЕН; профессор. Основатель Санкт-Петербургского Университета Технологий Управления и Экономики(1990 г.). Исследовал проблемы инновационного развития региональной экономики России.

## Биография
Виктор Андреевич родился 30 декабря 1946 года в Ленинграде. Получил высшее образование в Ленинградском кораблестроительном институте, работал инженером, главным технологом на ведущих отраслевых предприятиях страны – Ново-Адмиралтейском заводе и Ленинградском Адмиралтейском объединении. С 1974 года занимал руководящие должности заместителя секретаря Ленинградского Адмиралтейского объединения ВЛКСМ, заместителя управляющего Треста Ленинградстроя, первого заместителя генерального директора объединения «Профессионал».
Педагогическую деятельность Виктор Андреевич начал с 1976 года, в 1990 году был избран ректором Санкт-Петербургского университета технологий управления и экономики, далее – президентом. Разработал и внедрил концепцию непрерывного образования, создал современный научно-образовательный центр – СПбУТУиЭ, включающий 10 региональных институтов и филиалов, имеющих важное значение в деле подготовки кадров и развития регионов. Достичь такого успеха позволил большой управленческий опыт, который совершенствовался в процессе обучения в Российской академии государственной службы при Президенте РФ и Академии народного хозяйства при Правительстве РФ, во время стажировок в университетах Европы и США, в сотрудничестве с партнерами Университета.
Научная деятельность Виктора Андреевича тесно связана с исследованиями в области государственного и муниципального управления, инновационного менеджмента и региональной экономики, работой в диссертационных советах Университета, Института проблем региональной экономики РАН в качестве члена и председателя, главного редактора российских научных журналов «Экономика и управление», «Социология и право» и «Ученые записки». Он успешно руководил федеральной научно-исследовательской лабораторией проблем инновационного развития образования РАО. Им было написано более 230 научных работ, опубликованных в России и за рубежом, в том числе 38 монографий.
Виктор Андреевич внес большой вклад в развитие международного сотрудничества: по его инициативе была создана «Европейская академия менеджмента» (Берлин, Германия), вице-президентом которой он являлся, а также образовательный консорциум «Северо-Запад» по реализации Президентской программы подготовки управленческих кадров для отраслей народного хозяйства Российской Федерации.
Заслуги Виктора Андреевича были по достоинству отмечены высокими государственными и ведомственными наградами – орденом Дружбы, медалью ордена «За заслуги перед Отечеством» II степени, медалью «В память 300-летия Санкт-Петербурга», знаком Правительства Российской Федерации «Президентская программа подготовки управленческих кадров для отраслей народного хозяйства РФ», а также многочисленными зарубежными наградами.

## Награды и звания
- Орден Дружбы;
- Медаль ордена «За заслуги перед Отечеством» II степени;
- Медаль «В память 300-летия Санкт-Петербурга»;
- Медаль К. Д. Ушинского;
- Медаль «В память 1150-летия Смоленска» (31 октября 2013 года) — за большой вклад в образовательную деятельность и талант руководителя, организовавшего успешное решение поставленных учебно-воспитательных задач[5];
- Почётный работник высшего профессионального образования Российской Федерации;
- Заслуженный деятель науки Российской Федерации;
- Знак Правительства Российской Федерации «Президентская программа подготовки управленческих кадров для отраслей народного хозяйства РФ»;
- Медаль А.С. Макаренко;
- Почётная медаль В.И. Вернадского;
- Орден Неболсина;
- Медаль имени академика И.И. Артоболевского.